# Ahmed Tamim

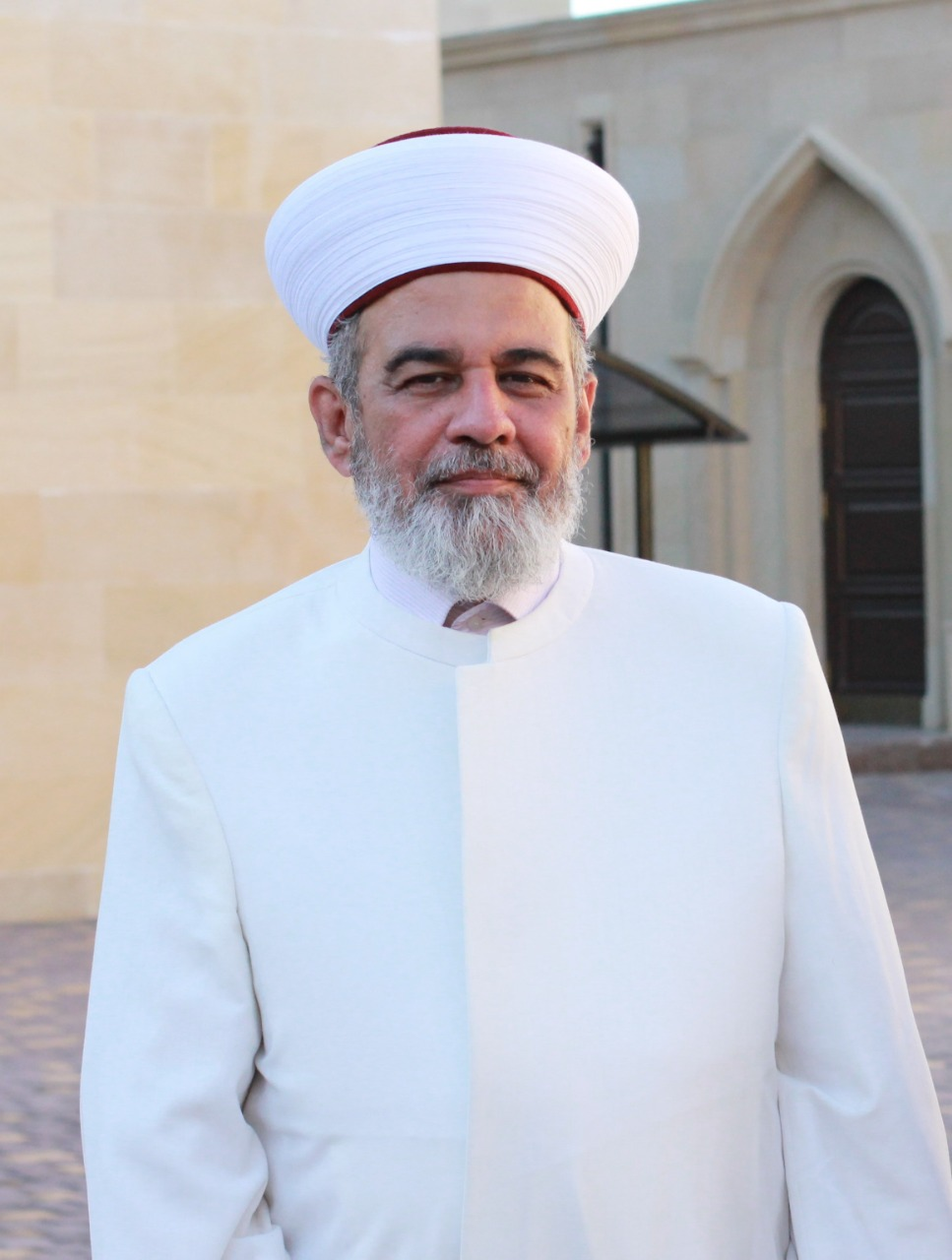
Ahmed Tamim

Scheich Ahmed Tamim (arabisch أحمد  تميم, DMG Aḥmad Tamīm‎, ukrainisch Ахмед Тамім Achmed Tamim; * 1956 im Libanon) ist Mufti der Ukraine als Vorsitzender der Geistlichen Verwaltung der Muslime der Ukraine mit Sitz in Kiew, die der ursprünglich aus dem Libanon stammenden Bewegung al-Ahbāsch zugeordnet wird. Er ist Staatsbürger der Ukraine.
1976 kam er in die Ukraine, wo er an der Fakultät für Informatik des Kiewer Polytechnischen Instituts studierte. 1982 erwarb er einen Master-Abschluss mit dem Thema „Mikroprozessor-Systeme und lokale Netzwerke“. Er arbeitete in ausländischen Unternehmen. Er ist verheiratet und hat fünf Kinder.
Seine islamische theologische Ausbildung erhielt er in Syrien und an der Theologischen Fakultät der Arabischen Universität Beirut. Er hat einen Doktortitel in Theologie. Er ist der Autor mehrerer Bücher über islamische religiöse Themen. 1994 wurde er auf dem Ersten Kongress der Muslime der Ukraine zum Mufti der Ukraine gewählt.
Er war einer der 138 Unterzeichner des offenen Briefes Ein gemeinsames Wort zwischen Uns und Euch (engl. A Common Word Between Us & You), den Persönlichkeiten des Islam an „Führer christlicher Kirchen überall“ (engl. „Leaders of Christian Churches, everywhere …“) sandten (13. Oktober 2007).
Er war einer der Unterzeichner der Botschaft aus Amman (Amman Message).

## Zitat (core-hamburg.de)
„Gleichzeitig vermeiden sowohl die Medschlis als auch das Muftiat unter Mufti Emirali Ablajew aufgrund konfessioneller Befindlichkeiten und aus Wettbewerbsgründen den Kontakt zur Religiösen Verwaltung der Muslime der Ukraine in Kiew unter Mufti Scheich Achmed Tamim. Diese wird der ursprünglich aus dem Libanon stammenden habaschitischen Bewegung zugeordnet und ist das wohl einflussreichste der in der Ukraine außerhalb der Krim bestehenden vier Muftiate.“